# 클리프 로버트슨
클리프 파커 로버트슨 3세(Clifford Parker Robertson III, 1923년 9월 9일 ~ 2011년 9월 10일)은 미국의 배우이다.

## 출연 작품
- 스파이더맨 1/2/3
- 피크닉